# Type 59
Xe tăng hạng trung kiểu 59 (tiếng Anh: Type 59, tên công nghiệp tại Trung Quốc: WZ120) hay Xe tăng chủ lực kiểu 59 là một xe tăng chiến đấu chủ lực do Trung Quốc chế tạo, sản xuất dựa trên chiếc xe tăng T-54A của Liên Xô. Phiên bản thử nghiệm được sản xuất năm 1958 và được đưa vào sử dụng năm 1959, vì vậy nó có tên là Type 59. Việc sản xuất hàng loạt bắt đầu từ năm 1963. Xấp xỉ 9.500 chiếc đã được sản xuất từ năm 1958-1980 và trong đó có khoảng 5.500 chiếc phục vụ trong Quân Giải phóng Nhân dân Trung Quốc. Đến năm 2000 thì còn khoảng 5.000 chiếc còn phục vụ trong Quân đội Trung Quốc, đa số là các phiên bản Type 59-I và Type 59-II.
Type 59 ban đầu sử dụng pháo 100 mm, sau đó một vài phiên bản nâng cấp sử dụng pháo 105 mm. Các xe tăng Type 69 và Type 79 sau này của Trung Quốc cũng dựa trên Type 59 nên có nhiều nét tương đồng với dòng xe tăng T-54/55 của Liên Xô. Ở Việt Nam, Type 59 cũng có hoạt động trong Quân đội Nhân dân Việt Nam và được gọi với cái tên là T-59 vì trông nó rất giống với T-54.

## Miêu tả

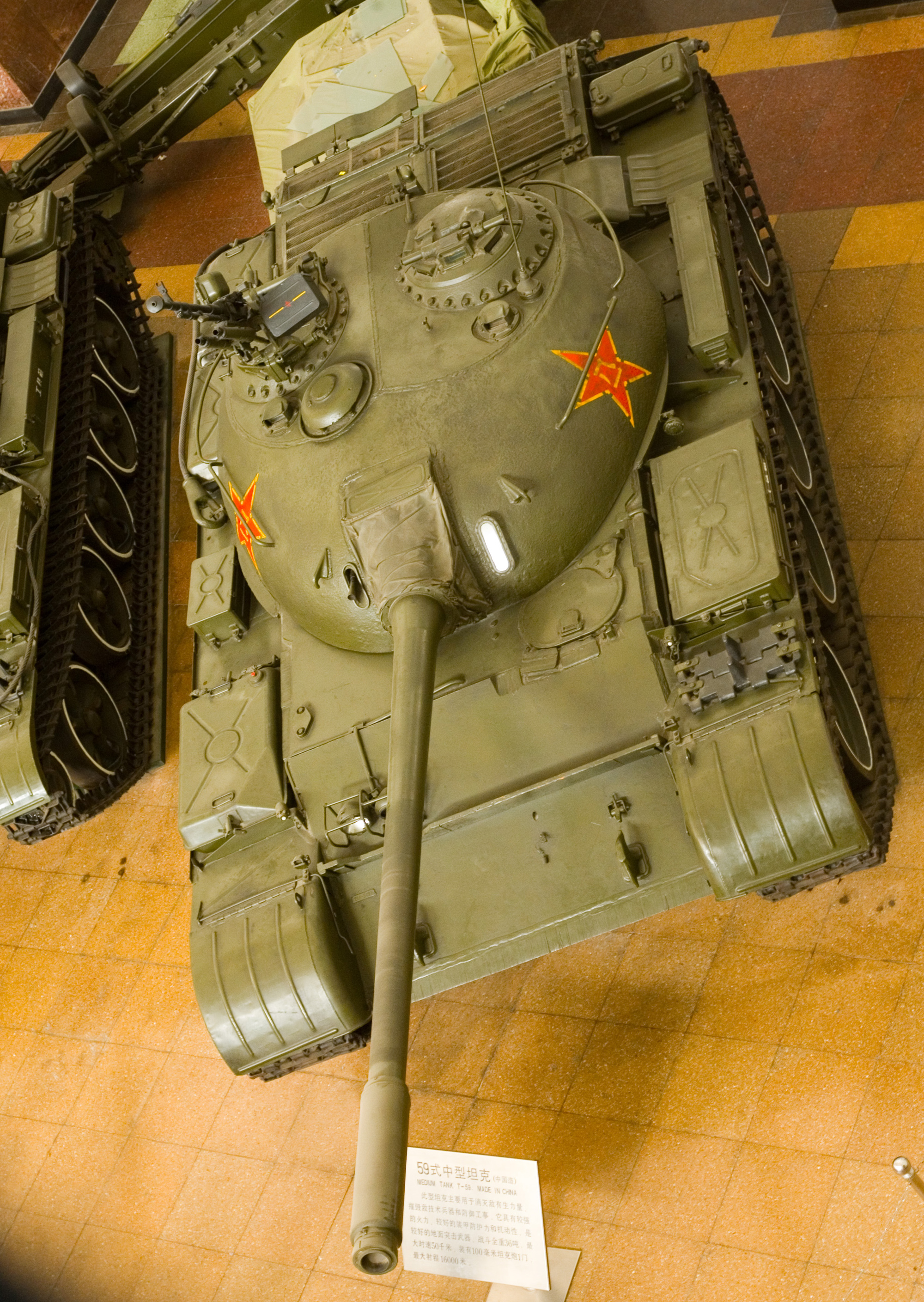
Góc nhìn từ phía trên của Type 59

Về cơ bản T-59 giống với phiên bản T-54 đầu của Liên Xô là T-54A, tuy nhiên có một số khác biệt quan trọng. Kiểu 59 ban đầu không được trang bị đèn hồng ngoại nhìn đêm hoặc hệ thống làm ổn định súng chính của T-54.
Type-59 có khoang chiến đấu thông thường giống với các xe tăng Liên Xô thập niên 1950-1970 với vị trí điều khiển xe tăng ở phía trước, động cơ nằm ở phía sau. Tháp pháo có hình dạng mái vòm, tròn, lắp ở giữa thân.Thân xe được hàn thép với độ dày khác nhau từ 100 mm trên thân phía trước đến thấp hơn 20 mm ở sàn thân xe. Tháp pháo dày từ 60–200 mm.
Ghế lái xe nằm ở góc trái phía trước của thân xe,có 1 cửa sập nằm ngay phía trên vị trí lái xe.Lái xe có thể nhìn qua chắn trong khoang lái hoặc mở cửa sập để ngoi ra ngoài nhìn.Ghế chỉ huy nằm trong tháp pháo cùng vị trí với xạ thủ và chiến sĩ nạp đạn.Vị trí chỉ huy xe cũng có 1 cửa sập nằm ở bên trái,thủ pháo ngồi ở bên dưới chỉ huy nhưng lại ở góc phía trước.Chiến sĩ nạp đạn ngồi bên phải tháp pháo và cũng có 1 cửa sập ngay trên vị trí của anh.Tháp pháo có một tầng không xoay, gây khó khăn cho hoạt động của kíp lái.
Tháp pháo trang bị pháo K59 100 mm của Trung Quốc,có thể mang theo 34 viên đạn dự trữ.Bên trong còn có 1 súng máy đồng trục Type59T cỡ nòng 7,62 mm (sao chép súng máy SGMT của Liên Xô) với lượng đạn dự trữ là 3500 viên. Một súng máy Type-54 cỡ nòng 12,7 mm dùng để phòng không đặt trên nóc xe tăng,loại súng này cũng sao chép súng máy 12,7 mm DShKM của Liên Xô,dự trữ đạn 200 viên. Súng máy đồng trục lắp ở nóc chiếc Type 59 nhằm mục đích hỗ trợ hỏa lực cho xe tăng.

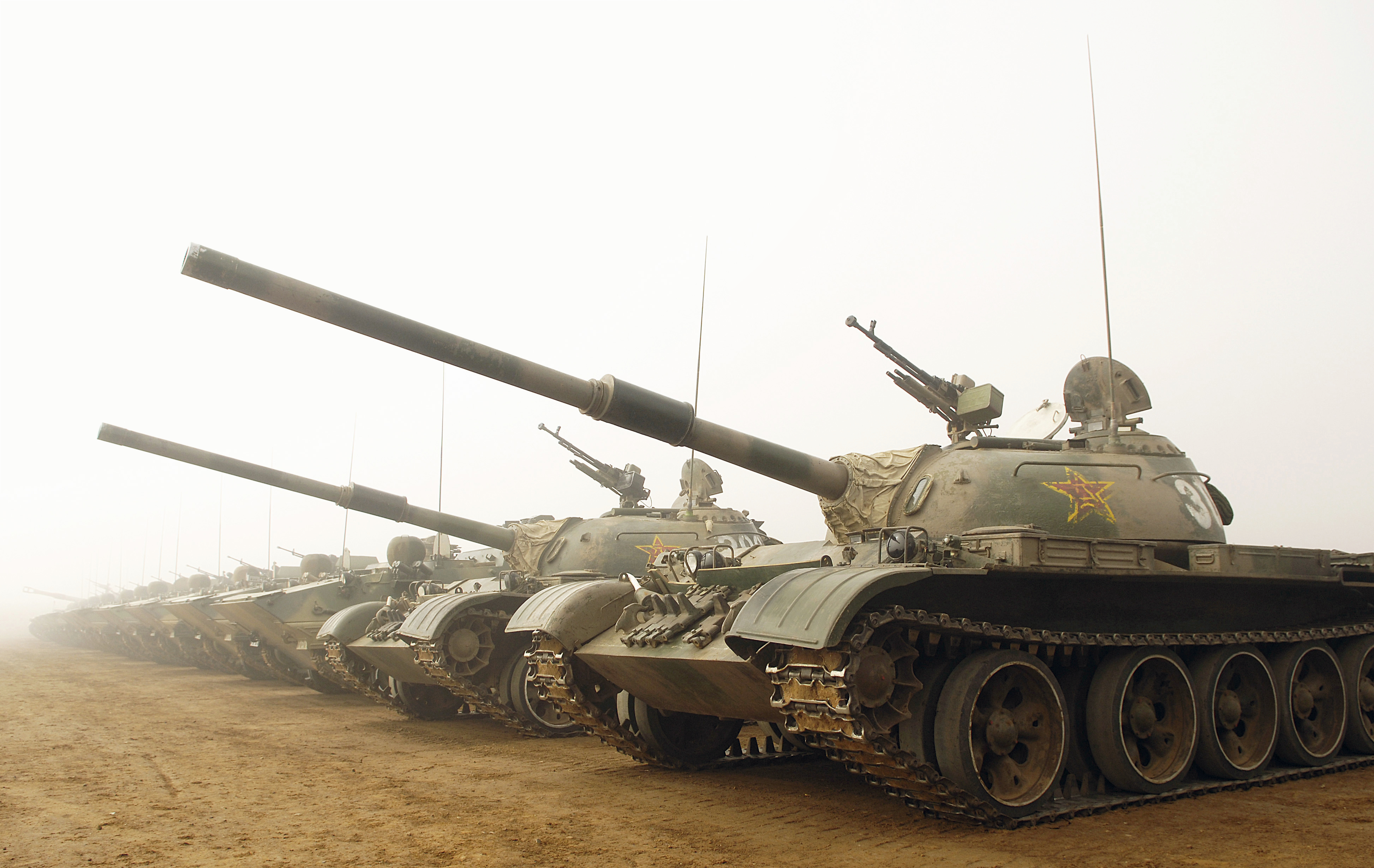
1 đơn vị xe tăng Trung Quốc đang tập trận tại Thẩm Dương,đứng đầu hàng là 2 chiếc Type59-II

Tháp pháo Type 59 giống với T-54,có khả năng quay 360 độ trong vòng 21 giây. Ban đầu,Type 59 sử dụng kính ngắm sản xuất theo loại của Liên Xô nhưng sau này một số phiên bản lại sử dụng kính ngắm phương tây, nòng pháo có góc ngẩng từ 17 đến -4 độ, không thích hợp cho chiến thuật hull down tức ngắm bắn dưới thân xe tăng đối phương - nơi mà có vỏ thép thường mỏng. Các phiên bản sau này cho phép xe tăng có thể vừa chạy vừa bắn nhưng chỉ khi xe chạy với tốc độ vừa phải vì càng chạy nhanh độ chuẩn xác càng kém, ở các đời T-54B và T-55 trở đi, xe tăng Liên Xô cũng có khả năng tương tự. Ngoài ra còn có kính ngắm hồng ngoại cho xạ thủ và lái xe sử dụng trong đêm.
Type 59 sử dụng động cơ diesel Model 12150L V-12 có công suất 520 mã lực. Hộp số tay lái với cần nắm gạt về phía trước hoặc lùi. Xe tăng có 1 thùng Dầu chính mang tối đa 815 lít diesel giúp xe có tầm hoạt động 450 km, ngoài ra có thể mang thêm 400l diesel ở các thùng dầu phụ nâng tầm hoạt động lên mức tối đa 600 km hay xấp xỉ 430 km sử dụng nhiên liệu ở thùng dầu chính. Mỗi dãy bánh của xe tăng có 5 chiếc bánh,bánh thứ nhất và thứ hai cách rời nhau. Điều đáng chú ý ở đây là xe không có con lăn để lăn ngược trở lại. Hệ thống treo của Type 59 là thanh xoắn.
Đạn dự trữ nằm bên trong tháp pháo,gây nguy hiểm vì khi bị đối phương bắn trúng vị trí chứa đạn thì sẽ dễ dàng gây ra một vụ nổ thảm khốc giết chết toàn bộ kíp lái, khiến tỉ lệ sống sót của kíp lái thấp (tuy nhiên đây cũng là nhược điểm chung của phần lớn xe tăng thời đó). Type 59 tương tự như T-54A có độ nghiêng giáp lớn,giáp khá dày giúp nâng cao tỉ lệ sống sót của chiếc xe trên chiến trường.

## Lịch sử hoạt động

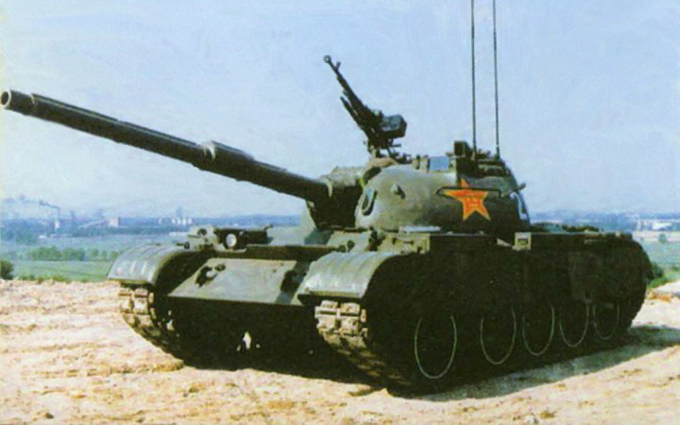
Xe tăng Type 59-II

Type 59 chính là kết quả của Hiệp ước Hữu nghị, Liên minh và Tương trợ Trung-Xô. Liên Xô cấp giấy phép cho phía Trung Quốc sản xuất xe tăng T-54A với một cái tên khác. Ban đầu,những chiếc xe tăng T-54A này được nhập khẩu linh kiện từ Liên Xô và lắp ráp ở Trung Quốc, sau này thì Trung Quốc đã xây dựng được một dây chuyền sản xuất linh kiện 100% nội địa để lắp ráp T-54A ngay trong nước. Năm 1959,nó được chấp nhận hoạt động trong Quân đội Trung Quốc với cái tên Type 59.
Trong hơn 20 năm tiếp theo, Type 59 đóng vai trò là loại xe tăng chính của Lục quân Quân Giải phóng Nhân dân Trung Quốc. Sau này, quan hệ Trung-Xô bắt đầu sứt mẻ, lạnh nhạt dần nên Hiệp ước Tương trợ Trung-Xô bị quên lãng do những bất đồng về ngoại giao và về cả kinh tế chính trị của cả hai bên. Những nguyên nhân trên đã đẫn đến Xung đột biên giới Trung-Xô vào năm 1969 kéo dài 9 tháng. Trong cuộc chiến này, phía Trung Quốc đã gặp rất nhiều bất lợi. Pháo binh, súng cối của Trung Quốc bao gồm những loại K59, K66, K55 cũng sao chép từ các loại pháo và súng cối của Liên Xô nhiều năm về trước nên mất lợi thế so với pháo binh Liên Xô đặc biệt là loại pháo phản lực BM-21 mà Trung Quốc không hề có. Tăng thiết giáp Trung Quốc cũng yếu thế hơn nhiều về trang bị. Chỉ với những xe bọc thép BTR-40, BTR-152, xe tăng Type 59 thì Trung Quốc lép vế hoàn toàn so với BTR-60, T-54B và T-62 của Liên Xô. Chính vì điều đó nên Quân đội Trung Quốc quyết định hiện đại hóa lực lượng xe tăng chiến đấu chủ lực. Dựa vào chiếc xe tăng T-62 tóm được của Liên Xô trong cuộc chiến mà Trung Quốc đã dựa vào và cho ra chiến Type 69 nhưng nền tảng vẫn là Type 59/T-54.

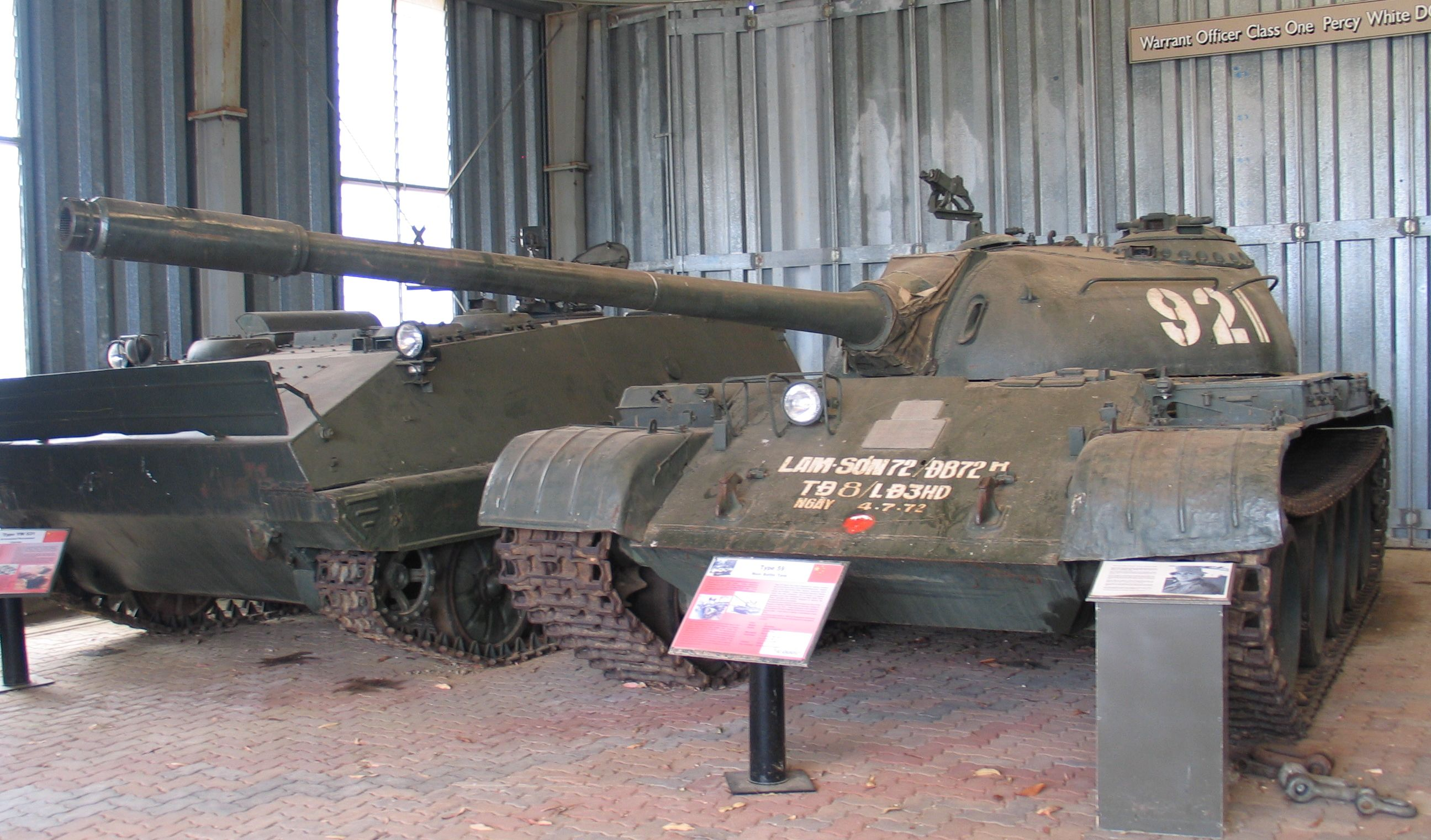
1 chiếc Type 59 của lực lượng Bắc Việt bị Quân lực Việt Nam Cộng hòa thu giữ làm chiến lợi phẩm vào ngày 4 tháng 7 năm 1972 tại Hải Lăng, Quảng Trị sau đó được chuyển giao cho Australia, hiện trưng bày tại Bảo tàng tăng-thiết giáp hoàng gia Australia

Những năm sau này, những loại xe tăng khác của Trung Quốc như Type 79, Type 80 cũng lấy nền tảng vẫn là Type 59. Hiện nay, vẫn còn khoảng gần 5000 chiếc Type 59 còn phục vụ trong Lục quân Quân Giải phóng Nhân dân Trung Quốc. Nhiều năm nữa,chúng sẽ được thay thế bởi những chiếc xe tăng chiến đấu chủ lực đời mới của Trung Quốc như Xe tăng chủ lực kiểu 96 và Xe tăng chủ lực kiểu 98.
Cộng hòa Nhân dân Trung Hoa cũng viện trợ cho Việt Nam Dân chủ Cộng hòa hàng trăm xe tăng Xe tăng chủ lực kiểu 59 khi còn là đồng minh. Quân đội Nhân dân Việt Nam đã sử dụng nhiều xe tăng này trong Chiến tranh Việt Nam, chiếc Type 59 nổi bật nhất trong cuộc chiến này chính là chiếc xe tăng T-59 mang số hiệu 390 của Quân đội Nhân dân Việt Nam đã húc đổ cổng Dinh Độc Lập vào trưa ngày 30-4-1975, là biểu tượng cho chiến thắng của Quân Giải phóng miền Nam Việt Nam.
Type 59 của Quân đội Nhân dân Việt Nam cùng những chiếc T-54/55 cũng tham gia chiến trong Chiến tranh biên giới Việt-Trung 1979 chống lại các xe tăng Type 59 và Type 62, Type 63 của Quân Giải phóng Nhân dân Trung Quốc. Vì vậy nên xe tăng ở 2 bên chiến tuyến nhìn y đúc nhau. Hiện nay còn khoảng 350 chiếc T-59 còn phục vụ trong Quân đội Nhân dân Việt Nam. Những chiếc Type 59 và T-54 đang biên chế trong Quân đội Nhân dân Việt Nam từng có kế hoạch hiện đại hóa lên phiên bản T-55M3 thay nòng pháo 100 mm cũ bằng pháo nòng xoắn 105 mm M68/L7 của Israel, bắn đạn APAM, hoặc đạn có thanh xuyên động năng, có ốp cách nhiệt, nâng cao tuổi thọ cũng như độ chính xác khi bắn. Trang bị súng máy hạng nặng NSV 12,7 mm do Việt Nam tự sản xuất có khả năng tấn công các mục tiêu bay thấp trên không. T-55M3 cũng được lắp thêm một súng máy đồng trục PKT 7,62 mm do Việt Nam tự sản xuất thay thế cho súng máy SGMT. Lắp đặt súng cối 60mm trên nóc xe giúp xe tấn công các mục tiêu ở các hầm công sự và nhà cao tầng mà pháo không thể bắn tới được cùng thiết bị cảm biến khí tượng MAWS6056B do công ty Idram của Thụy Sĩ chế tạo. Tuy nhiên phiên bản này chỉ dừng ở mức thử nghiệm.

## Biến thể

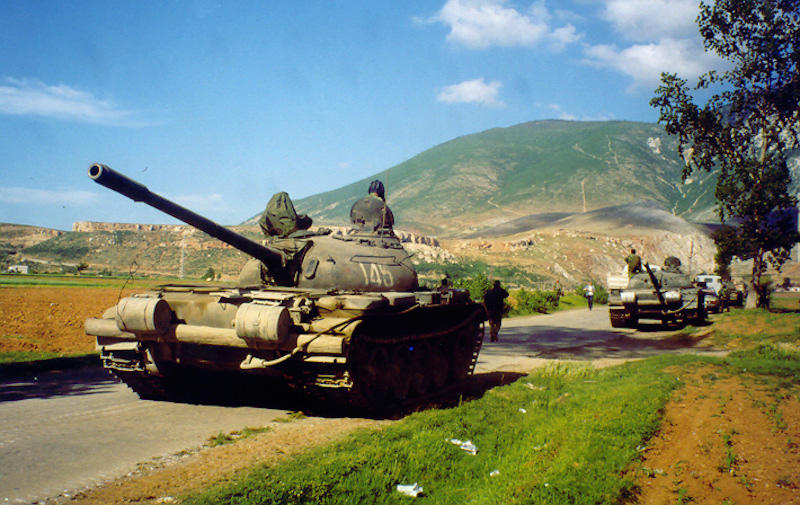
Xe tăng Type 59 của Albani gần biên giới với Nam Tư ở Kosovo trong xung đột biên giới Albani-Nam Tư tháng 5 năm 1999

- Type 59: Phiên bản ban đầu,sao chép T-54A mà không có đèn hồng ngoại.Đưa vào sản xuất năm 1957.[cần dẫn nguồn]
- Tpe 59-I: Phiên bản cải tiến với nòng pháo 100 mm của chiếc Type 69-II.Ngoài ra còn lắp đặt thêm trắc kính laser,hệ thống thủy lực mới,hệ thống điều khiển hỏa lực,hệ thống chữa cháy tự động. Type 59-I bao gồm một số phiên bản với giáp khác nhau và cấu hình điều khiển hỏa lực.[cần dẫn nguồn]
- Type 59-II: Tên thiết kế là WZ120B.Sử dụng pháo 105 mm Type 81 được thiết kế bởi Áo (sao chép pháo L-7 của Anh),phân biệt bởi phần kẹp thoát khói nằm ở giữa trên thùng đạn chứ không phải ở mõm súng.Còn có các cải tiến khác về radio và hệ thống chữa cháy.Sản xuất từ năm 1982-1985.[cần dẫn nguồn]
- Type 59-IIA: Trang bị thêm bộ phận tỏa nhiệt cho pháo 105 mm,giáp xe sử dụng vật liệu composite.Những biến thể bao gồm cả nhưng chiếc MBT (tăng chiến đấu chủ lực) trang bị giáp có vật liệu composite tổng hợp: B59G và BW120K.BW120K còn được lắp đặt trên pháo nòng trơn 120 mm,so sánh về hiệu suất chung với pháo Rheinmetall 120 mm được sử dụng trên Leopard 2 của Đức, M1A1/A2 Abrams của Mỹ, và trên các xe tăng chiến đấu chính khác của phương tây.[cần dẫn nguồn]

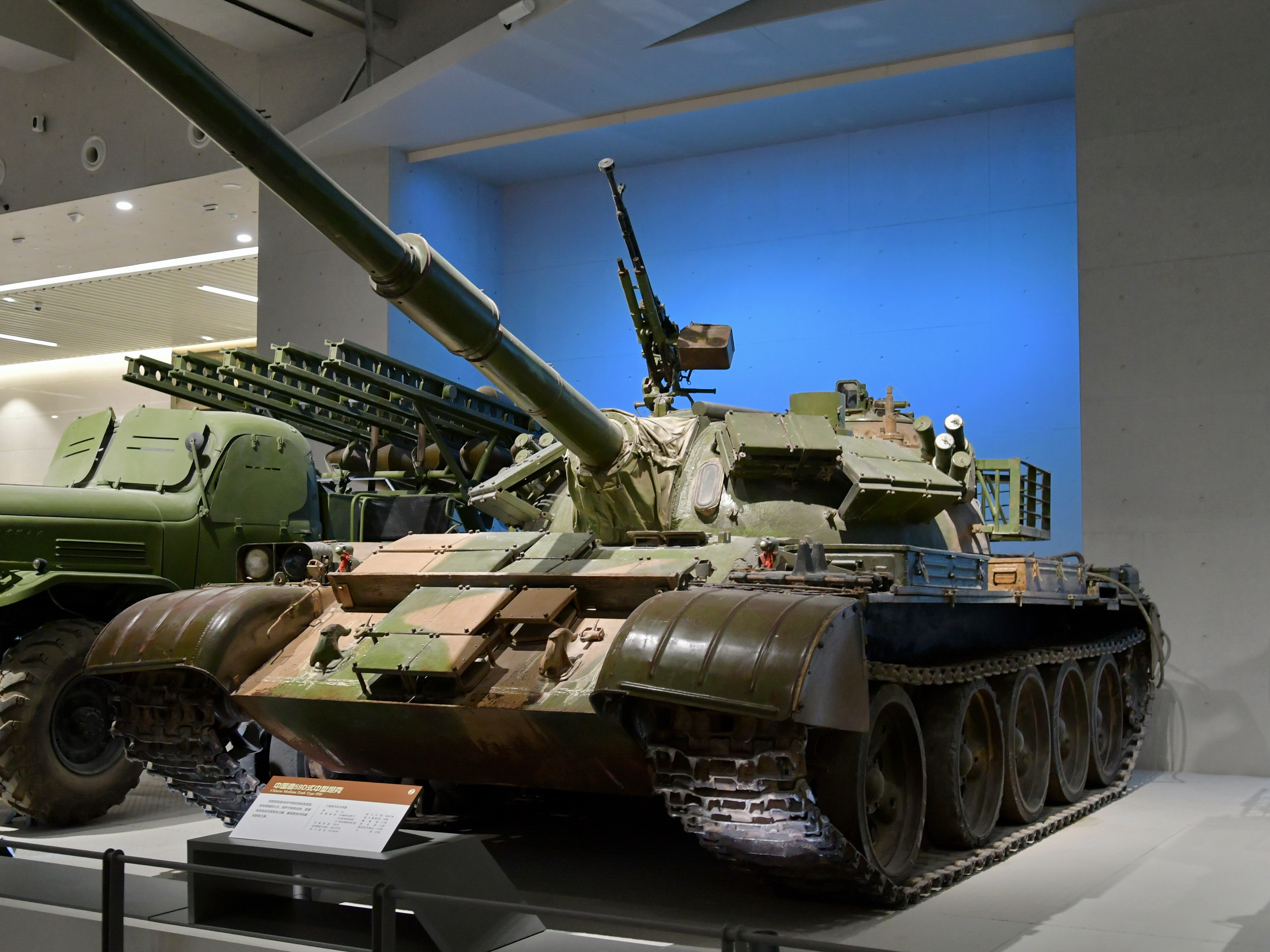
Type 59D

- Type 59D: Còn có tên WZ120C. Type 59D được phát triển từ thập niên 1990, giới thiệu vào năm 1992, quá trình thử nghiệm hoàn thành vào năm 1993 và đến năm 1995 thì được triển khai trên quy mô lớn để nâng cấp Type 59 cũ. Quân đội Trung Quốc đã quyết định rằng họ cần phải nâng cấp xe tăng với công nghệ mới để đáp ứng các yêu cầu cho chiến tranh lục quân trong tương lai. Type 59D được trang bị giáp phản ứng nổ ở mặt trước cũng như tháp pháo, thiết bị nhìn đêm và đo xa laser, 8 ống phóng đạn khói ngụy trang, đi kèm hệ thống kiểm soát hỏa lực Type 37A hiện đại. Khẩu pháo 105 mm của Type-59D là loại Type 79 hoặc Type 83A được ổn định 2 mặt phẳng với cơ số đạn 44 viên, đây là một bản sao dựa trên pháo L7 (M68) trang bị trên các xe tăng của NATO, khác biệt lớn nhất là nòng pháo của Trung Quốc dài hơn loại L7 nguyên bản. Pháo Type 83A có tầm bắn hiệu quả khoảng 2 km, bắn được đạn nổ phá mảnh (HE), đạn xuyên lõm (HEAT), đạn xuyên động năng (KE). Vũ khí phụ của Type-59D gồm 1 súng máy hạng nặng 12,7 mm (cơ số đạn 500 viên), 1 súng máy 7,62 mm của lái xe và 1 súng máy đồng trục 7,62 mm. Khả năng cơ động của Type 59D cũng được nâng cao đáng kể khi thay thế động cơ diesel 12150L7 công suất 580 mã lực bằng động cơ V-46-6 V-12 730 mã lực[1] Tập đoàn Công nghiệp Quốc phòng Sudan (Sudan's Military Industry Corporation - MIC) đã xin giấy phép sản xuất T-59D dưới tên gọi xe tăng Al-Zubair 2.
- Type 59P: Phiên bản nhằm xuất khẩu, có trang bị nhiều thiết bị công nghệ cao của dòng xe tăng thế hệ thứ 3.[cần dẫn nguồn]
- Type 59G: Biến thể hiện đại hóa, tiếp cận công nghệ của xe tăng thế hệ thứ 3. Type 59G được trang bị tháp pháo mới kiểu hàn, giống như tháp pháo của xe tăng Type 96G với bề ngoài góc cạnh thay vì tháp pháo đúc hình chỏm cầu kiểu cũ. Thay thế pháo 100mm cũ bằng pháo nòng trơn 125 mm có hệ thống nạp đạn bán tự động. Pháo chính của Type 59G có thể bắn tất cả các loại đạn gồm đạn nổ phá mảnh (HE-FRAG), đạn xuyên lõm (HEAT), đạn xuyên dưới cỡ ổn định bằng cánh đuôi có ốp giữ tự hủy (APFSDS) và cả tên lửa chống tăng. Xe có giáp phản ứng nổ phủ kín mặt trước, giáp hông cũng được thiết kế mới, lắp đặt thiết bị nhìn đêm thế hệ 2, thay thế động cơ 580 mã lực bằng động cơ diesel 800 mã lực, nâng cấp hệ thống kiểm soát hỏa lực hiện đại. Ưu thế lớn nhất của Type-59G là đơn giá chỉ vào khoảng 750.000 USD/chiếc, rẻ hơn rất nhiều xe tăng nâng cấp của Nga và Ukraine. Hoạt động trong Quân Giải phóng Nhân dân Trung Quốc và Quân đội Bangladesh. 300 chiếc đã được sản xuất và nâng cấp cho Quân đội Bangladesh.
- Xe tăng hạng nhẹ Kiểu 62 (Type 62) : là loại xe tăng hạng nhẹ cũng do Norinco của Trung Quốc sản xuất, phát triển từ năm 1960. Đây là một phiên bản thu nhỏ của xe tăng      Type- 59 (1 bản sao của xe tăng T-54) nên hình dạng của nó rất giống T-54A chỉ có điều nhỏ hơn, giáp mỏng nhẹ hơn, pháo nhỏ hơn và dùng các thiết bị điện tử khác nhằm giảm trọng lượng. Nó được thiết kế riêng cho các đơn vị ở vùng phía nam Trung Quốc nhằm phù hợp với địa hình và trọng tải cầu đường ở khu vực này.[cần dẫn nguồn] Hiện tại, loại xe tăng này vẫn còn được sử dụng trong Quân Giải phóng Nhân dân Trung Quốc cùng quân đội một số quốc gia khác và đang được hiện đại hóa dần lên. Tên công nghiệp của Type 62 là WZ131. Ở Việt Nam, nó được gọi là xe tăng K62.

- Type 69/79: Cải thiện từ Type 59 MBT được sản xuất bởi Nhà máy 617 (Nhà máy công nghiệp số 1 Nội Mông). Phục vụ hạn chế trong quân đội Trung Quốc, nhưng lại xuất khẩu thành công trong những năm 1980 với hơn 2.000 bán ra trên toàn thế giới. Xem thêm Xe tăng hạng trung kiểu 69.[cần dẫn nguồn]
- Type 73: Phiên bản kỹ thuật của Type 59. Type 73 sử dụng khung gầm của Type 59 nhưng bỏ tháp pháo và chỉ còn giữ lại 1 dúng máy 12,7 mm.Nó dùng để kéo vì được trang bị 1 chiếc tời cho công tác kỹ thuật chiến trường.[cần dẫn nguồn]

### Biến thể nước ngoài

#### Anh
- Một vài chiếc Type 59 của Trung Quốc có trang bị pháo 105 mm L7 của Anh.
- Hệ thống phòng không Marksman: Là một loại Vũ khí phòng không tự hành (SPAAG),nó sử dụng khung gầm của T-54/55 hoặc Type 59.Thay bằng 1 tháp pháo 2 nòng 35 mm.[cần dẫn nguồn]

#### Iran
- Type-72Z Safir-74: Phiên bản nâng cấp toàn diện của T-54/55 và Type 59 trong Quân đội Iran,sử dụng pháo 105mm M68.Không nên nhầm lẫn với Xe tăng T-72 của Liên Xô.[cần dẫn nguồn]

#### Bắc Triều Tiên
- Koksan: Pháo tự hành 170 mm,sử dụng khung gầm của Type 59.[cần dẫn nguồn]

#### Pakistan
- Al-Zarrar: Phiên bản xe tăng chiến đấu chủ lực MBT của Pakistan nâng cấp toàn diện trên Type 59 bao gồm trang bị vũ khí hiện đại hơn, điều khiển hỏa lực, thiết bị phòng thủ, v.v cụ thể:
  - 125 mm pháo nòng trơn, bắn đạn APFSDS, HEAT-FS và HE-FS. Hệ thống nạp đạn bán tự động và hình dạng ổn định phòng chống cháy nổ.
  - Động cơ 730 mã lực cho phép độ cơ động được cải thiện.
  - Cải thiện hệ thống treo.
  - Cải thiện khả năng bảo vệ với giáp phản ứng nổ và bên dưới gầm có nắp chống mìn.

Type 59 đã đóng một vai trò quan trọng trong cuộc Chiến tranh Ấn Độ-Pakistan năm 1971. (Xem Trận Longewala)

#### Hoa Kỳ
- Jaguar: Phiên bản Type 59 của Trung Quốc được Hoa Kỳ nâng cấp trong các hoạt động hợp tác quốc phòng giữa Trung Quốc-Hoa Kỳ.Chúng dự định sẽ được trang bị cho Quân đội Trung Quốc nhưng việc nghiên cứu và trang bị đã chấm dứt sau Sự kiện Thiên An Môn năm 1989.Và phiên bản Type 59 nâng cấp đó đã trở thành phiên bản xe tăng hạng nhẹ Jaguar sử dụng trong Quân đội Thái Lan.[cần dẫn nguồn]

## Các quốc gia sử dụng

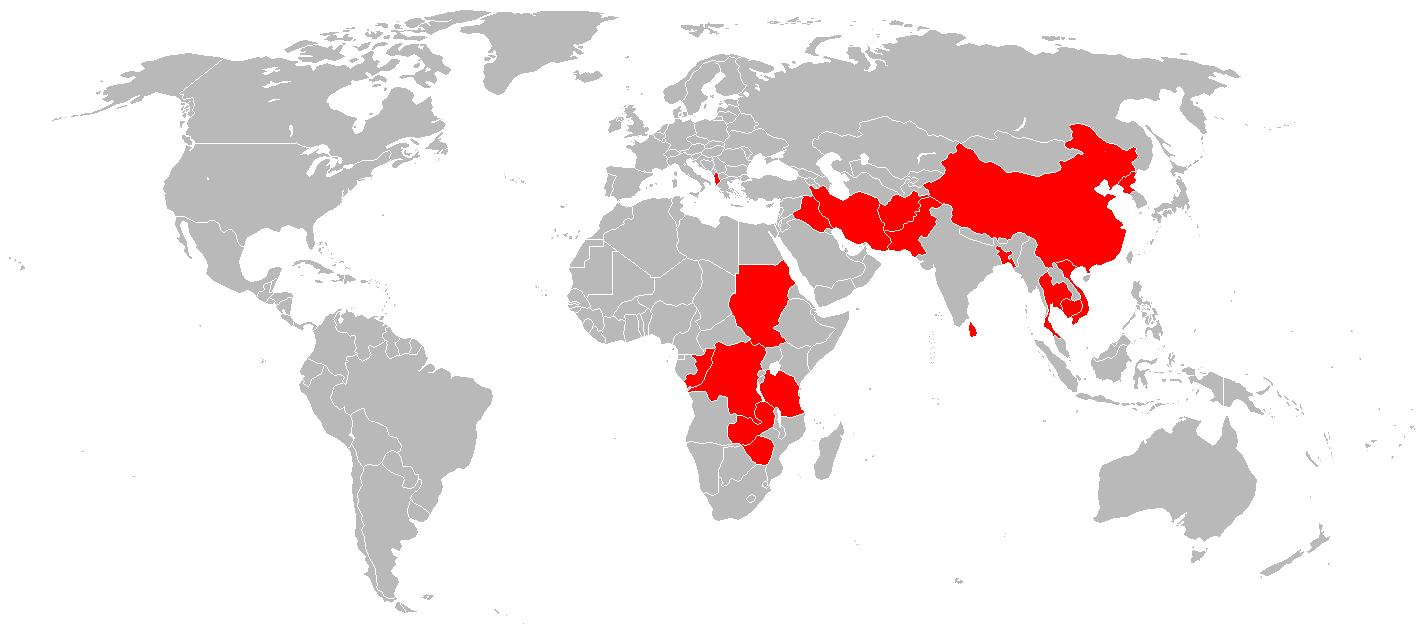
Các quốc gia sử dụng Type 59 có màu đỏ

T-54 và T-59 (Kiểu 59) là hai loại xe tăng chiến đấu chủ lực mà Quân đội Nhân dân Việt Nam sử dụng trong chiến tranh Việt Nam, trong ảnh là bản sao của chiếc xe tăng T-59 mang số hiệu 390 húc đổ cổng Dinh Độc Lập ngày 30/4/1975, bản gốc của nó đang được trung bày tại Bảo tàng Lực lượng Tăng-Thiết giáp, Hà Nội.

Xe tăng chiến đấu chủ lực Type-59D của Quân đội Myanmar

- Albania - Mặc dù có 721 xe được nhập khẩu và vận hành nhưng số lượng xe đang hoạt động giảm dần, hiện chỉ còn lại 40 xe.
- Afghanistan - 100
- Bangladesh - 36 Type 59 được chuyển giao năm 1980 từ Cộng hòa Nhân dân Trung Hoa và giai đoạn chuyển giao từ năm 1980 đến năm 1981. 240 T-54, T-55, Type 59 và Type 62 vẫn còn hoạt động năm 2001[3] và 180 năm 2003.[4] 80 Type 59 và Type 69 còn hoạt động năm 2004 và 2006.[5][6] 264 còn hoạt động (bao gồm cả 30 T-54A MBT của Liên Xô là quà nhận từ Ai Cập, sau đó sử dụng các linh kiện của Type 59 có nguồn gốc từ Trung Quốc).[7] Theo số hàng tồn kho của năm 2010, Quân đội Bangladesh hiện đang có 264 T-59 và T-59II và 30 T-54. Tuy nhiên, được chuyển đổi sang dạng xe bọc thép chở quân (APC) và xe chiến đấu bộ binh (IFV).
- Campuchia - 150 T-55, Type 59, và PT-76 còn hoạt động trong năm 2001 [8] và 170 trong 2003.[9] 50 Type 59mcòn hoạt động trong năm 2004 và 2006. Trong những năm 2010,Trung Quốc viện trợ thêm cho Campuchia 257 xe quân sự trong đó có nhiều xe tăng T-59 phiên bản của Trung Quốc và K-63 (Type 63).[10]
- Trung Quốc - 6.000 Type 59 hoạt động trong năm 1985, 1990, 1995 và 2000, 5.000 trong 2003 và 2005 và khoảng 5.000 trong năm 2010. 5.500 - 6.000[11]
- Cộng hòa Dân chủ Congo - 20
- Cộng hòa Congo- 15
- Iran - 300 Type 59 được đặt hàng trong năm 1981 từ Cộng hòa Nhân dân Trung Hoa và chuyển gia giữa năm 1982 và 1984. 200 T-54, T-55 và Type 59 đã được nâng cấp lên phiên bản Safir-74 (còn được biết với tên T-72Z, không nên nhầm lẫn với loại Xe tăng T-72 của Nga cung cấp cho Iraq) tiêu chuẩn (20 có khả năng đã chuyển giao cho Sudan).[12] 220 Type 59 còn hoạt động năm 2000.[13][14] 540 T-54, T-55 và Type 59 còn hoạt động năm 2004, 2005, 2006 và 2008.
- Sri Lanka - 80+
- Myanmar - Type 59D/D1 - 160+
- CHDCND Triều Tiên - Khoảng 50 đến 175 chiếc đã được đã được Triều Tiên đặt hàng năm 1972 từ Trung Quốc và chuyển giao trong năm 1973. 250 tháp pháo ZSU-57-2 cũng được đặt hàng năm 1967 từ Liên Xô và chuyển giao giữa những năm 1968 và 1977 nhằm lắp đặt trên khung gầm xe Type 59. 500 T-55 được chuyển giao năm 1973 từ phía Liên Xô và nhận được từ năm 1975 đến 1979 (Nhà cung cấp có thể là Trung Quốc vì T-55 có hình dạng cũng giống Type 59). Có 175 Type 59 hoạt động năm 1985 đến 1990 và 500 năm 2000.[15] Có 3.500 T-34, T-54, T-55, T-62 và Type 59 hoạt động năm 2001, khoảng 3.500 còn hoạt động năm 2003 và 2004 và hơn 3.500 chiếc năm 2006.
- Pakistan - 80 Type 59 được đặt hàng năm 1964 từ Cộng hòa Nhân dân Trung Hoa và chuyển giao từ năm 1965 đến 1966. 210 Type 59 được đặt hàng năm 1968 từ Cộng hòa Nhân dân Trung Hoa và chuyển giao từ năm 1970 đến 1972. 159 Type 59 được đặt hàng năm 1973 từ Cộng hòa Nhân dân Trung Hoa và chuyển giao từ năm 1974. 852 Type 59 đặt hàng năm 1975 từ Cộng hòa Nhân dân Trung Hoa và chuyển giao từ năm 1978 đến 1988. Khoảng 80 đến 400 chiếc đã được nâng cấp lên phiên bản Al-Zarar tiêu chuẩn. Khoảng 1.300 Type 59 hoạt động trong năm 1990, 1.200 năm 1995 đến năm 2000, 1.100 năm 2002, 1.000 chiếc Type 59 và 80 Al-Zarar năm 2005, 600 Type 59 và 300 Al-Zarar năm 2008, 400 Type 59 và 400 Al-Zarars năm 2010.[16].Hiện tổng cộng còn 1.200 chiếc.
- Sudan - 10
- Tanzania - 30 nâng cấp lên phiên bản Type 59G năm 2011.
- Việt Nam - số lượng không xác định.
- Zambia - 20
- Zimbabwe - 30
- Djibouti
[cần dẫn nguồn]

### Quốc gia từng sử dụng
- Việt Nam Cộng hòa - vài chục chiếc tịch thu được từ Bắc Việt Nam.
- Iraq 1.500 chiếc Type 59 và Type 69 từng phục vụ trong quân đội Iraq vào năm 1990. Tất cả bị phá hủy hoặc loại bỏ sau Cuộc tấn công Iraq 2003.[cần dẫn nguồn]